# Boara Pisani
Boara Pisani är en ort och kommun i provinsen Padova i regionen Veneto i Italien. Kommunen hade 2 448 invånare (2018).